# 69869 Haining
69869 Haining è un asteroide della fascia principale. Scoperto nel 1998, presenta un'orbita caratterizzata da un semiasse maggiore pari a 3,1021139 UA e da un'eccentricità di 0,1501785, inclinata di 12,47574° rispetto all'eclittica.